# Šelmy madagaskarské
Šelmy madagaskarské (Eupleridae) je malá monofyletická skupina šelem endemická pro Madagaskar. Tvoří ji několik druhů, z nichž patrně nejznámější je fosa (Cryptoprocta ferox), která je také největší. Nejbližšími příbuznými madagaskarských šelem jsou promykovití (Herpestidae). Dřívější řazení některých druhů (podčeleď Euplerinae) mezi cibetkovité se ukázalo chybné.

## Seznam druhů
- pucholové madagaskarští (Euplerinae)
  - fosa (Cryptoprocta ferox)
  - †Cryptoprocta spelea
  - puchol malý = falanuk malý (Eupleres goudotii)
  - fanaloka (Fossa fossana)
- galidie (Galidiinae)
  - galidie proužkovaná (Galidia elegans)
  - galidie páskovaná (Galidictis fasciata)
  - galidie Grandidierova (Galidictis grandideri)
  - galidie tenkopruhá (Mungotictis decemlineata)
  - galidie hnědoocasá (Salanoia concolor)
  - galidie Durrellova (Salanoia durrelli)